# Шпалентор
Шпалентор — проездные ворота ныне не существующей городской стены в городе Базеле, Швейцарская Конфедерация. В 1933 году объявлены национальным памятником Базеля.
В октябре 1356 года большое землетрясение практически сравняло с землёй старый Базель. Восстановленный город жители окружили кольцом высоких каменных стеной и рвом, заполненным водой Рейна. Городская стена была усилена четырьмя десятками башен, семь из которых были проездными. Ворота Шпалентор были построены между 1387 и 1398 годом на большой дороге, ведущей в сторону Эльзаса — давнего торгового партнёра Базеля.
До середины XIX века городские стены Базеля выполняли свою оборонительную функцию, ворота охранялись стражей и запирались каждую ночь, мост через ров поднимался. Однако к концу XIX века они уже потеряли своё значение и стали существенно ограничивать рост города. При сносе городских стен было решено оставить три самых красивых (и непохожих друг на друга) башни — башню Святого Иоганна, башню Святого Албана и Шпалентор.
Квадратная в плане главная башня ворот высотой 40 метров и шириной 9,5 метров увенчана остроконечной крышей под узорчатой глазурованной черепицей. Главная башня фланкирована двумя цилиндрическими башнями высотой 28 метров с зубцами. В средневековье башни эти тоже имели высокие шатровые крыши, но в урагане 1842 года крыши были сорваны, да так и не восстанавливались. В одной из боковых башен сделана винтовая лестница, позволяющая попадать на башню после того, как снесли городскую стену. Раз в год, в «День открытых ворот», на башню разрешается подняться и туристам.
Внешняя стена башни имеет толщину около двух метров, стена со стороны города — 1,6 метра. С двух сторон ворота снабжены мощными опускными решётками из дуба с железными наконечниками.
Фасад ворот, обращённый в сторону дороги, богато декорирован. Над аркой размещён герб Базеля в лапах двух львов, вытесанный из местного красного песчаника (такого же, из которого построен знаменитый Базельский собор). Выше герба — скульптура Богоматери с младенцем, датируемая началом XV века; по левую и правую сторону от неё — пророки со свитками. На центральных зубцах внешнего портала ворот — два рыцаря со щитами, на которых также герб Базеля. В настоящее время все скульптуры заменены копиями; подлинники же сохраняются в Историческом музее Базеля.
На внутренней (городской) стороне ворот висит один из шести сохранившихся в Базеле исторических почтовых ящиков 1844 года с изображением легендарной Базельской голубки. Ящик и сейчас используется горожанами по прямому назначению.